# Diplocolenus alaicus
Diplocolenus alaicus är en insektsart som beskrevs av Alexander Fyodorovich Emeljanov 1966. Diplocolenus alaicus ingår i släktet Diplocolenus och familjen dvärgstritar. Inga underarter finns listade i Catalogue of Life.